# Chibu
Chibu (知夫村?) è un villaggio giapponese della prefettura di Shimane.